# Едноклетъчно
Едноклетъчни се наричат организмите, които се състоят от една клетка. Тя изпълнява всички основни функции за един организъм: хранене, дишане, растеж, размножаване, движение, приспособяване към външната среда. Едноклетъчните имат свои представители в две империи – прокариоти и еукариоти.
Като самостоятелен организъм едноклетъчните притежават различни приспособления – органели, изпълняващи определени функции. Такива органели са флагелагиите, ресните, различни вакуоли и др. Клетката на едноклетъчните се състои от протоплазма и клетъчно ядро.
- Протоплазмата се обуславя в два слоя: ектоплазма – тънък външен слой и ендоплазма. В ендоплазмата се разполагат ядрото, вакуолите, пластидите и др. Обикновено повърхностният слой е уплътнен и образува обвивка. Тя може да бъде:
  - Пеликула – жива част на клетката. Еластична е и позволява тялото да променя в различни граници формата си.
  - Кутикула – нежива, втвърдена част от клетката. Много често е пропита с варовито или кремъчно вещество, което я прави твърда черупка. Черупката играе роля на външен скелет, на който има отвори. При някои едноклетъчни се наблюдава и вътрешен скелет.
- В клетката на протиста винаги съществува ядро. То има различна форма и големина. Без ядро протиста не могат да живеят.
- Органели за движение:
  - Най-прост тип органели за придвижване са псевдоподите – временни протоплазмени израстъци с различна форма и големина. Те позволяват на амебата да се придвижва със 7 микр./сек.
  - Флагелагиите (камшичетата) представляват израстък на ектоплазмата. Скоростта на флагелома достига 200 микр./сек.
  - Най-сложни органели за движение са ресните. По строеж приличат на флагелагиите и са в значително голямо количество. Ресните осигуряват бързи, координирани движения (до 30 удара/сек.), а скоростта достига 2500 микр./сек.

- Важна роля в живота на едноклетъчните форми играят рецепторните органоиди.
  - Рецептори за осезание – видоизменени ресни и специални пипалца.
  - Рецептори за светлина – зърна от чевен пигмент с овална форма, в който има скорбялно зърно, играещо ролята на леща.
  - Рецептори за равновесие – специални вакуоли, изпълнени с различни зърнести вещесва – статоцити.
- Едноклетъчните имат редица органели за нападение и защита.

Хранене: основният жизнен процес, който доставя материал за изграждане на клетката и енергия за жизнените процеси.
- Автономно хранене – по типа на фотосинтезата. Хроматофорите не се различават от тези на растенията.
- Сапрофитно хранене – храната постъпва в разтворено състояние през цялата повърхност.
- Холозойно хранене – при него става поглъщане на отделни частици. Формират се органели за хващане и смилане на храната.

Дишането при едноклетъчните се осъществява по дифузионен път. Интензивността на дишането зависи от някои външни фактори. Паразитните едноклетъчни са анаеробни. Съществуват аероби, които могат да живеят при анаеробни условия.
Непотребните вещества се отделят чрез отделителни вакуоли.
Размножаването при едноклетъчните става по три начина:
- Чрез деление на две. В резултат се получават две дъщерни клетки. Този процес винаги се предшества от нарастване и деление на ядрото.
- Чрез пъпкуване – от майчиния индивид се отделя дъщерен индивид или няколко дъщерни клетки.
- Често пъти безполовото размножаване се редува с полов процес. Клетките се сливат, като се образува зигота, способна да нараства и да се дели.